# 팔레리 판 데르 흐라프
팔레리 판 데르 흐라프(Valerie van der Graaf, 1992년 2월 12일 ~ )는 네덜란드의 모델이다.